# Headley (East Hampshire)
Pour les articles homonymes, voir Headley.
Headley est une paroisse civile et un village du Hampshire, en Angleterre.